# Byggindustrin (tidning)
Byggindustrin är en nyhets- och veckotidning för svenska byggbranschen.
Tidningen startades av Stockholms Byggmästareförening i december 1932 och gavs senare ut av Tidningen Byggindustrin AB, tidigare Byggförlaget, som ägdes av Sveriges Byggindustrier. År 2018 köptes tidningen av Bonnier News och publiceras (2024) som ett tryckt månadsmagasin, nyhetsbrev och webbtidning.
Byggindustrin publicerar branschnyheter, reportage och artiklar inom teknik, bostäder, byggmaterial, ekonomi, arkitektur.
Byggindustrin var den första tidning[källa behövs] som uppmärksammade att Byggnads traditionella konfliktmetoder kunde strida mot EU-rätten, eftersom Lettland sedan maj 2004 hade fullt EU-medlemskap.